# Fujigaoka (métro de Nagoya)
Fujigaoka (藤が丘駅, Fujigaoka-eki) est une station du métro de Nagoya sur la ligne Higashiyama dans l'arrondissement de Meitō à Nagoya. Elle est également le terminus du Linimo.

## Situation sur le réseau
La station Fujigaoka marque la fin de la ligne Higashiyama et le début du Linimo.

## Histoire
La station du métro a été inaugurée le 1er avril 1969. Le Linimo y arrive le 6 mars 2005.

## Services aux voyageurs

### Accès et accueil

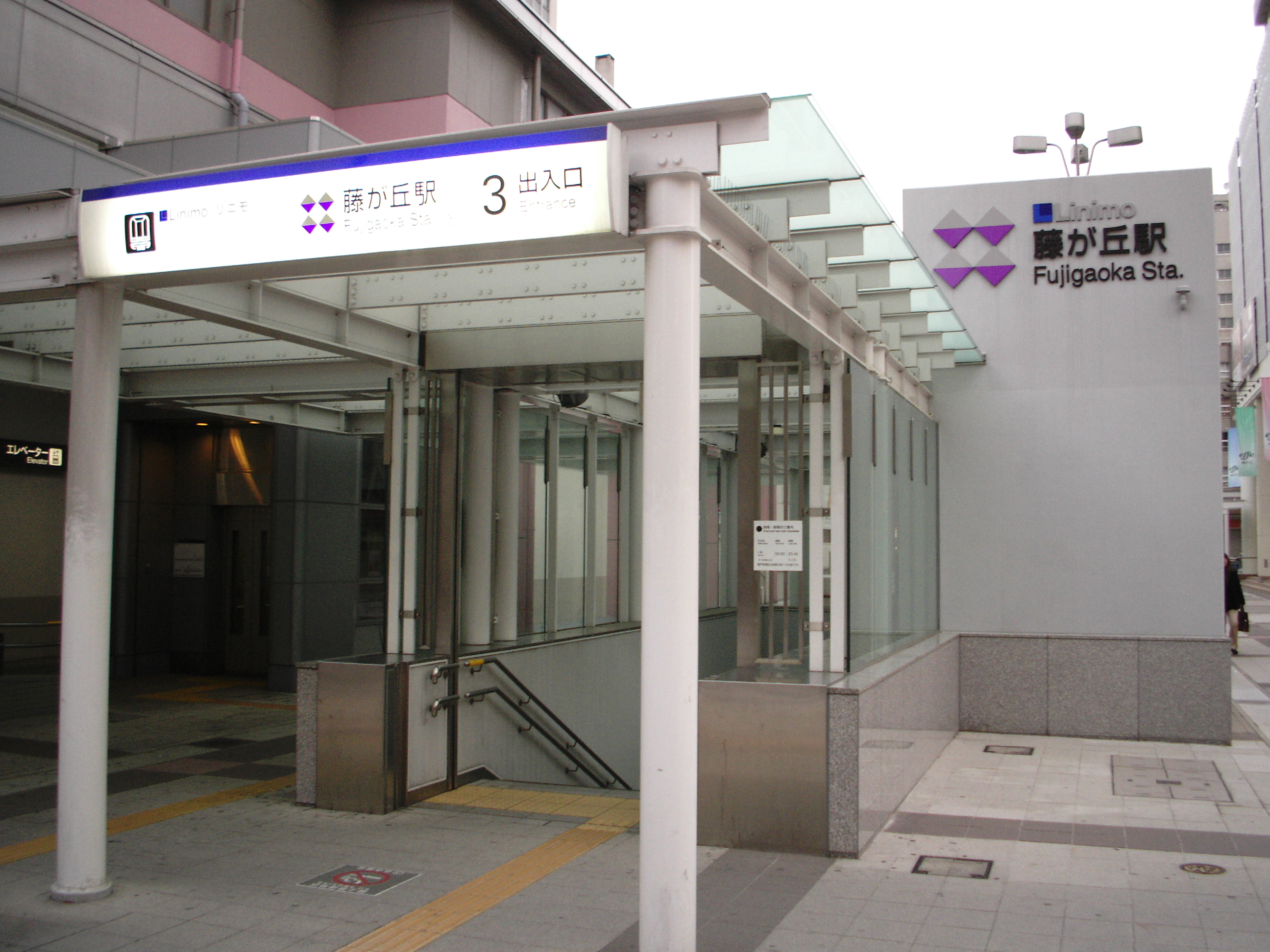
Station du Linimo

La station est ouverte tous les jours.

### Desserte
- Ligne Higashiyama :
  - voie 1 : Terminus
  - voie 2 : direction Takabata
- Linimo :
  - voies 1 et 2 : direction Yakusa